# 428 (số)
428 (bốn trăm hai mươi tám) là một số tự nhiên ngay sau 427 và ngay trước 429. 428 còn là hợp số thứ 7 trong 9 hợp số liên tiếp.